# Regola di sant'Agostino

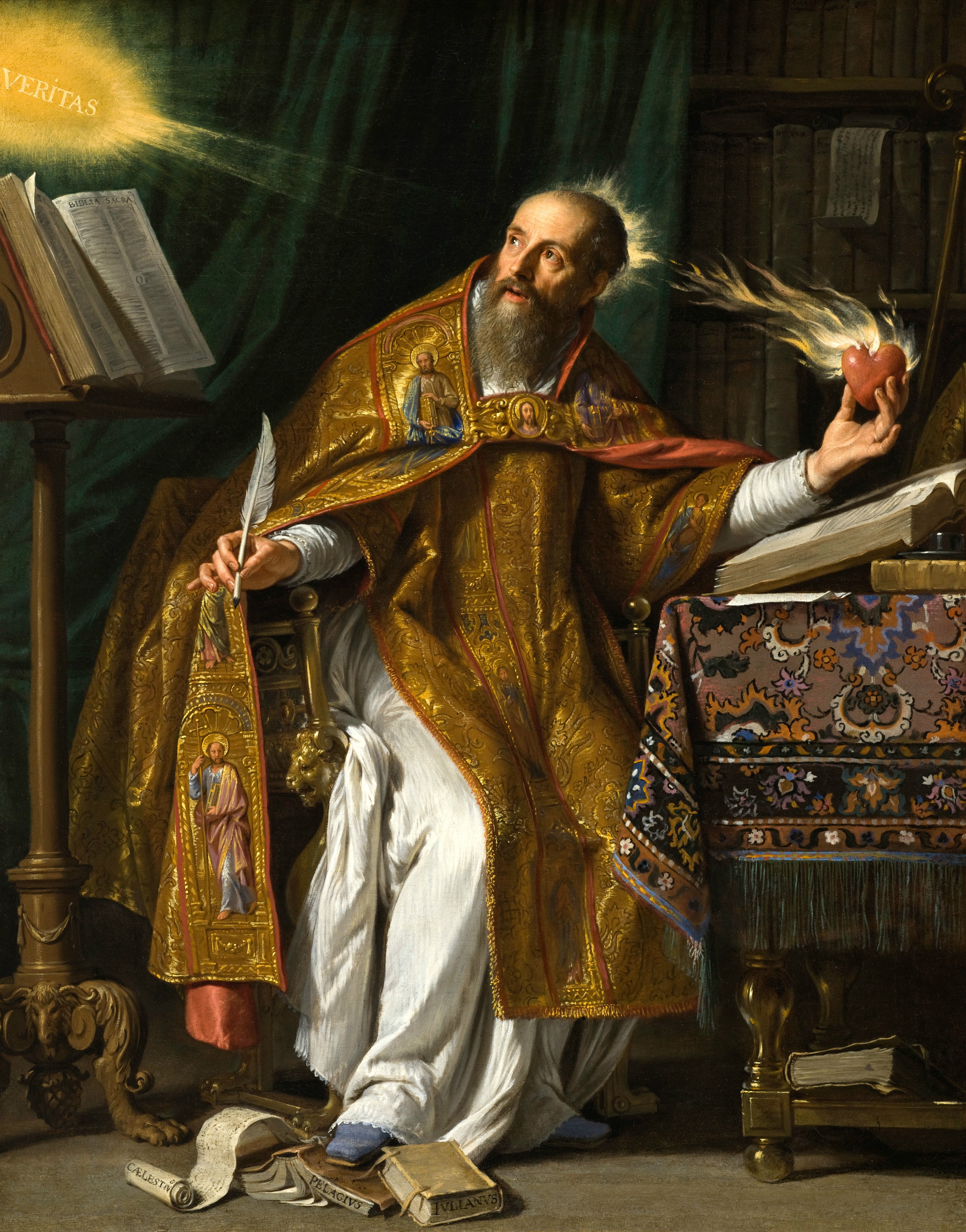
Sant'Agostino, di Philippe de Champaigne

La Regola di sant'Agostino è un complesso di scritti che la tradizione ha attribuito a sant'Agostino e che è stato riferimento della vita monastica per numerose comunità di consacrati dal V secolo fino ad oggi.

## La "questione storica" della Regola agostiniana
Con Regola agostiniana la tradizione ha chiamato complessivamente tre scritti:
- la Consensoria monachorum (chiamata anche Regula prima o Regulae clericis traditae fragmentum);
- l'Ordo monasterii (chiamata anche Regula secunda);
- e il Praeceptum (chiamata anche Regula tertia o Regula ad servos Dei).
- Per secoli si è dibattuto anche sulla Lettera 211 di Agostino, che contiene una versione della Regula ad servos Dei ma declinata al femminile.

La "questione storica" sulla Regola di Agostino ha riguardato soprattutto l'autenticità della Regola, i primi destinatari della medesima, la data di composizione.

### Autenticità e destinatari
I più recenti studi concordano nell'attribuire a S. Agostino solo la Regula ad servos Dei; in epoca successiva questa Regula fu adattata al femminile e unita alla Lettera 211 che già conteneva indicazioni per le monache di Ippona. La Consensoria monachorum, invece, è stata attribuita ad un anonimo autore dell'ultimo periodo della letteratura visigotica in Galizia e scritta tra il 650 e il 711. L'Ordo monasterii pur restando nella tradizione della vita agostiniana un documento di riferimento venerando, non è stato più attribuito ad Agostino già dalla critica rinascimentale.

### Datazione
Sulla data della Regula ad servos Dei gli studiosi sono più divisi: una prima teoria indica come data probabile il 391, più o meno in coincidenza con la fondazione del primo monastero d'Ippona, il monastero dei laici; una seconda teoria indica il 400 in coincidenza con il De opere monachorum; una terza sposta la data addirittura fino al 427-428, dopo il De correptione et gratia, in coincidenza con la controversia sulla grazia sorta nel monastero di Adrumeto.
La maggioranza degli studiosi, però, pensa sia stata scritta intorno al 400.

## L'influenza esercitata dalla regola agostiniana sulla legislazione monastica posteriore

### Influssi indiretti

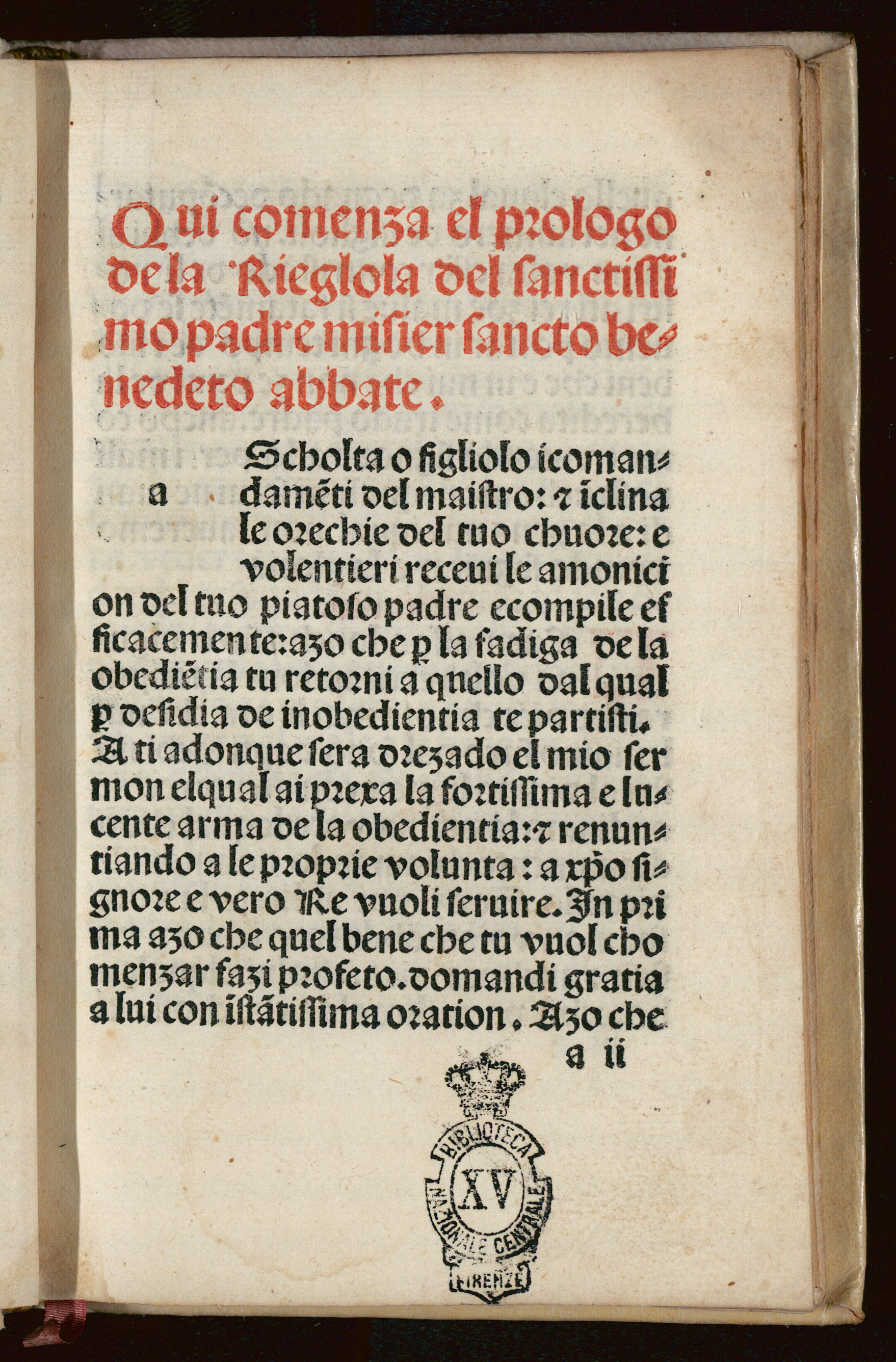
Prologo della Regula di Benedetto

La fortuna della regola agostiniana fino all'XI secolo fu secondaria e indiretta. Se venne infatti tramandata da un certo numero di codici altomedievali, tuttavia non lo fu mai separatamente dai molti testi che presso i monasteri erano chiamati a costituire la tradizione.
Sono stati identificati influssi dell’Ordo monasterii e del Praeceptum nella Regula ad virgines di San Cesario di Arles; si riconosce un influsso agostiniano nella Regula Magistri e, per quanto riguarda il senso della persona e delle relazioni personali, una dipendenza della Regola di S. Benedetto. Alcuni autori hanno sottolineato anche le relazioni tra l'impostazione agostiniana e la Regula monasterii Tarnantensis, la Regula Pauli et Stephani, la Regula Quattuor Patrum, la vita monastica di San Fulgenzio di Ruspe e varie forme di monachesimo femminile in Spagna.

### L'utilizzazione della Regola agostiniana
La grande diffusione della Regola di Agostino come vera e propria norma di vita cominciò nel secolo XI e soprattutto dopo che venne adottata nell'ambito nelle comunità di canonici regolari prima in Francia e poi nelle altre nazioni europee ed in Terra Santa con i Canonici Regolari del Santo Sepolcro e i Milites.
È necessario, tuttavia, quando si parla di Regola agostiniana negli ambienti canonicali, accertarsi se il riferimento sia alla Regula tertia o Praeceptum, o alla Regula secunda o Ordo monasterii. L’Ordo monasterii, più esigente in quanto a disciplina, fu adottato tra gli altri, dai Canonici di Springiersbach e dai Canonici Regolari Premostratensi; tuttavia dopo il XIII secolo ad esso fu preferita la Regula tertia.
L'affermarsi della Regula tertia fu dovuto anche al riconoscimento che le venne attribuito dal Concilio Lateranense IV del 1215 come una delle regole di riferimento per le nuove fondazioni religiose. Essa venne assunta dai Frati Predicatori, dai Servi di Maria e, in modo speciale, dagli Agostiniani i quali, però, aggiunsero all'inizio della Regula tertia la prima frase dell'Ordo monasterii.
Fu subito chiaro per queste nuove fondazioni, però, che il solo Praeceptum non poteva regolare la vita complessa di un Ordine: ad esso fu quindi aggiunta una serie di costituzioni, dichiarazioni, regolamenti, ecc. che avrebbero dovuto regolare con più precisione la vita monastica. 
È stato stimato che il numero complessivo degli istituti che nel corso dei secoli hanno adottato la Regola agostiniana sia di circa 500. 
Il recupero della Regula ad servos Dei si può spiegare con l'autorità morale e dottrinale che Agostino aveva acquistato soprattutto come esempio di vita clericale povera, la concentrazione della Regula sulla vita apostolica della chiesa primitiva (tema principe della riforma gregoriana e poi dei movimenti di riforma popolari tardomedievali), l'essenzialità che la rendeva facilmente adottabile in qualunque contesto monastico.

## Contenuto dellaRegula ad servos dei
La Regula ad servos Dei agostiniana è breve ma ricca di contenuto. I suoi precetti sono pochi ed essenziali. La sua originalità sta soprattutto nell'aver interpretato il monachesimo non come “solitudine” ma come perfetta unione dei fratelli: la radice “monos” della terminologia monastica continua a significare “solo”, ma in riferimento al dettato apostolico del “un sol cuore e un'anima sola”(Atti 4,32).
Questa la scansione dei capitoli della Regola (secondo la titolazione dell'edizione di Edoardo Arborio Mella – Cecilia Falchini, Regole monastiche d'Occidente, Magnano 1989):
- I: Carità e povertà
- II: La preghiera
- III: Le forme di ascesi
- IV: Castità e custodia reciproca
- V: Non considerare nulla come proprio, neppure se stessi
- VI: Il perdono delle offese
- VII: L'autorità e l'obbedienza
- VIII: Esortazione all'osservanza della regola